# Rudolf Colm
Rudolf Colm (* 3. Dezember 1952 in Mailand) ist ein international bekannter Manager und Volkswirt mit österreichischem Pass.

## Leben und Wirken
Rudolf Colm legte 1971 das Abitur ab. Danach studierte er Volkswirtschaft an der Wirtschaftsuniversität Luigi Bocconi in Mailand, wo er zum Dr. rer. oec. pol. promovierte.
1976 begann Colm seine berufliche Karriere bei dem italienischen Reifen- und Kabelhersteller Pirelli & C. SpA in Mailand als Referent für strategische Planung und volkswirtschaftliche Analysen. Von Anfang 1980 bis Mitte 1983 leitete Colm die Abteilung Planung und Kontrolle, Finanzen, bei der AEG-Telefunken S.p.A. in Mailand.
1983 wechselte Colm zur Robert Bosch GmbH S.p.A., Mailand, Italien, bei der er zunächst als Abteilungsleiter Planung und Kontrolle, Berichtswesen, Bilanzierung, Finanzierung, Steuer- und Rechtsfragen tätig war. Ab 1988 war er dort Leiter für Wirtschaftliche Koordination, Finanzen, Organisation und Koordination. Seit 1997 ist Colm bei der Robert Bosch GmbH, Stuttgart, Leiter der Zentralstelle Verkauf-Marketing, wurde 1998 Kommissarischer Leiter Zentralabteilung Verkauf und 1999 in der Robert Bosch S.p.A., Mailand/Italien Geschäftsleiter für Kaufmännische Aufgaben und Verkauf Handelserzeugnisse.
Im Januar 2004 wurde Colm einer der zehn Geschäftsführer der Geschäftsführung der Robert Bosch GmbH. Als solcher ist er verantwortlich für die Koordination der Aktivitäten in der Region Asien-Pazifik und für die Zentralbereiche Einkauf / Logistik sowie für Versicherungen. Außerdem ist er verantwortlich für die Regionalgesellschaft von Bosch in Italien.
Er spricht Italienisch, Deutsch und Englisch, ist verheiratet und hat ein Kind.
Nach 29-jähriger Tätigkeit bei der Robert Bosch GmbH trat er zum Jahresende 2012 in den Ruhestand.